# Stealthing

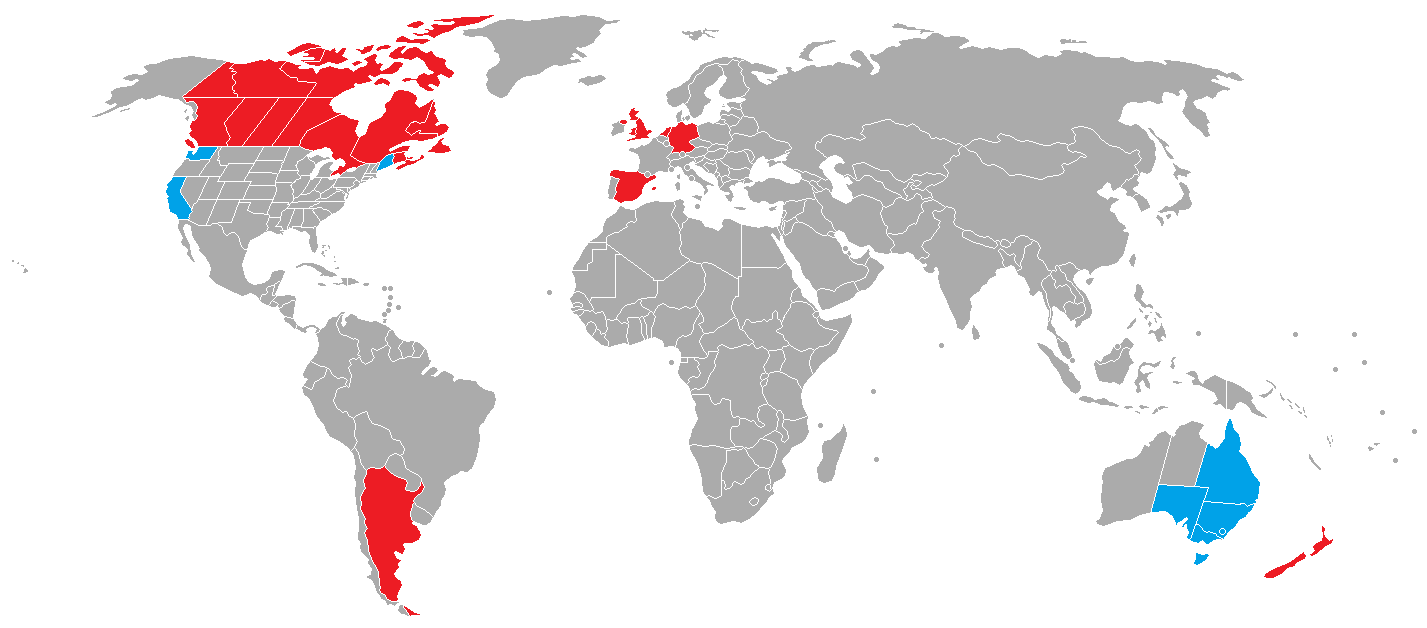
Locais onde a atividade é explicitamente proibida por lei.

A remoção proposital e não consentida do preservativo (em inglês: stealthing; furtividade ou dissimulação em tradução livre para o português) é o ato de um parceiro sexual secretamente remover o preservativo, quando o outro parceiro sexual só tiver dado consentimento ao sexo seguro com preservativo.

## História e prática
Notícias e meios de comunicação informaram sobre um artigo de pesquisa por Alexandra Brodsky publicado no Jornal de Gênero e Lei da Universidade de Columbia sobre stealthing. No artigo, Brodsky descreveu as experiências das vítimas, implicações legais e vias jurídicas para denunciar o ato. O termo stealthing tem estado em uso na comunidade gay para descrever esta prática desde, pelo menos, 2014.
Brodsky descreveu como esse ato é discutido, descrito e advogado em vários websites e fóruns. Estes fóruns são por vezes usados para se gabar de cometer stealthing e compartilhar dicas sobre como fazê-lo. A professora Suzanne Goldberg da Escola de Direito da Universidade de Columbia diz que o ato de stealthing provavelmente não é novo, mas a sua promoção na internet entre os homens é. Um desses sites, o The Experience Project, postou um guia passo a passo para os homens.

## Questões legais e éticas
Na lei do Reino Unido, o consentimento a um específico ato sexual, mas não a qualquer ato sexual sem exceções, é conhecido como consentimento condicional. Em 2017, um tribunal suíço condenou um homem francês por estupro por remover um preservativo durante as relações sexuais contra as expectativas da mulher com que ele estava tendo uma relação. Em 2014, uma decisão do Supremo Tribunal do Canadá confirmou uma condenação por agressão sexual contra um homem que fez furos em sua camisinha.
No Brasil, não há jurisprudência ou estatísticas oficiais sobre o assunto, mas o Promotor de Justiça do Estado de São Paulo Rogério Sanches Cunha e Eduardo Cabette afirmam em artigo que há possíveis vias legais contra quem pratica esse ato. O Código Penal Brasileiro tipifica como crime, no artigo 215, a "conjunção carnal ou praticar outro ato libidinoso com alguém, mediante fraude ou outro meio que impeça ou dificulte a livre manifestação de vontade da vítima". Assim, a prática poderia ser enquadrada no crime de violação sexual mediante fraude, uma vez que houve fraude ao sexo seguro, que era a relação que havia sido consentida.
As leis existentes nos Estados Unidos não tratam especificamente stealthing e não são conhecidos casos legais sobre ele. Em sua pesquisa sobre o ato, Brodsky observou que as cortes suíças e canadenses têm julgado os casos de preservativos danificados ou removidos por homens sem o conhecimento de seus (ou suas) parceiros(as) sexuais. Brodsky descreve stealthing como legalmente "adjacente" e semelhante ao estupro.
Estatísticas sobre a prevalência de stealthing não estão disponíveis. O National Sexual Assaut Hotline tem relatórios de recebimento de chamadas sobre stealthing.

## Impacto e riscos
Removendo o preservativo durante o sexo, o stealthing aumenta muito os riscos de gravidez e doenças sexualmente transmissíveis. As vítimas podem enfrentar traumas emocionais, psicológicos e físicos, especialmente aquelas que sofreram outra violência sexual no passado.